# Collegio uninominale Lazio 1 - 02 (2017)
Il collegio elettorale uninominale Lazio 1 - 02 è stato un collegio elettorale uninominale della Repubblica Italiana per l'elezione della Camera dei deputati tra il 2017 ed il 2022.

## Territorio
Come previsto dalla legge elettorale italiana del 2017, il collegio era stato definito tramite decreto legislativo all'interno della circoscrizione Lazio 1.
Era formato da parte del territorio del comune di Roma (Quartiere Parioli, Quartiere Pinciano, Quartiere Salario, Quartiere Trieste, Quartiere Nomentano, Quartiere Monte Sacro, Quartiere Tor di Quinto).
Il collegio era parte del collegio plurinominale Lazio 1 - 01.

## Eletti
| Elezione | Elezione | Deputato       | Partito             |
| -------- | -------- | -------------- | ------------------- |
|          | 2018     | Marianna Madia | Partito Democratico |

## Dati elettorali

### XVIII legislatura
Come previsto dalla legge elettorale, 232 deputati erano eletti con sistema a maggioranza relativa in altrettanti collegi uninominali a turno unico.
| Candidati              | Candidati                | Voti    | %     | Liste                                | Voti    | %     |
| ---------------------- | ------------------------ | ------- | ----- | ------------------------------------ | ------- | ----- |
|                        | Marianna Madia ✔️ Eletto | 46 431  | 37,85 | Partito Democratico                  | 34 389  | 28,03 |
| +Europa                | Marianna Madia ✔️ Eletto | 46 431  | 37,85 | 10 100                               | 8,23    |       |
| Italia Europa Insieme  | Marianna Madia ✔️ Eletto | 46 431  | 37,85 | 1 032                                | 0,84    |       |
| Civica Popolare        | Marianna Madia ✔️ Eletto | 46 431  | 37,85 | 910                                  | 0,74    |       |
|                        | Maria Teresa Bellucci    | 40 701  | 33,18 | Forza Italia                         | 16 289  | 13,28 |
| Fratelli d'Italia      | Maria Teresa Bellucci    | 40 701  | 33,18 | 12 702                               | 10,35   |       |
| Lega                   | Maria Teresa Bellucci    | 40 701  | 33,18 | 10 747                               | 8,76    |       |
| Noi con l'Italia - UDC | Maria Teresa Bellucci    | 40 701  | 33,18 | 963                                  | 0,79    |       |
|                        | Claudia Giacchetti       | 22 744  | 18,54 | Movimento 5 Stelle                   | 22 744  | 18,54 |
|                        | Giovanna Seddaiu         | 6 596   | 5,38  | Liberi e Uguali                      | 6 596   | 5,38  |
|                        | Debora Barletta          | 2 586   | 2,11  | Potere al Popolo!                    | 2 586   | 2,11  |
|                        | Francesco Amato          | 1 296   | 1,06  | CasaPound                            | 1 296   | 1,06  |
|                        | Rosa Chiodi              | 683     | 0,56  | Il Popolo della Famiglia             | 683     | 0,56  |
|                        | Gian Luca Comandini      | 621     | 0,51  | 10 Volte Meglio                      | 621     | 0,51  |
|                        | Ester Termite            | 480     | 0,39  | Partito Comunista                    | 480     | 0,39  |
|                        | Stefano Natalini         | 262     | 0,21  | Italia agli Italiani                 | 262     | 0,21  |
|                        | Novella Rocchi           | 135     | 0,11  | Lista del Popolo per la Costituzione | 135     | 0,11  |
|                        | Ion Udroiu               | 84      | 0,07  | Per una Sinistra Rivoluzionaria      | 84      | 0,07  |
|                        | Paolo Dragonetti         | 56      | 0,05  | Blocco Nazionale per le Libertà      | 56      | 0,05  |
| Totale                 | Totale                   | 122 675 | 100   |                                      | 122 675 | 100   |
|                        |                          |         |       |                                      |         |       |
| Voti non validi        | Voti non validi          | 2 647   | 2,11  |                                      |         |       |
| Votanti                | Votanti                  | 125 322 | 74,20 |                                      |         |       |
| Elettori               | Elettori                 | 168 908 |       |                                      |         |       |